# Sompolinek
Sompolinek [pronunciación en polaco: /sɔmpɔˈlinɛk/] es un pueblo en el distrito administrativo de Gmina Sompolno, dentro del Distrito de Konin, Voivodato de Gran Polonia, en el oeste de Polonia.